# 가시마촌 (이바라키현)
가시마촌(鹿島村)은 1889년 4월 1일부터 1938년 4월 17일까지 존재했던 이바라키현 쓰쿠바군의 촌이다. 현재의 쓰쿠바미라이시 중부에 해당한다.

## 개요
이바라키현 쓰쿠바군 남부에 있던 마을. 오가이강 동쪽 기슭에 위치하며, 지역 내에는 타니하라령 3만석으로 개발된 덴엔지대의 중앙부에 해당한다. 
현재 지명으로는 가토, 가미코메, 시모코메, 나루세, 미야도, 니시마루야마, 히가시나라도, 니시나라도, 후루카와에 해당한다. 

## 역사
- 1871년 11월 15일 - 폐번치현에 따라 쓰쿠바군이 니하리군에 소속이 되었다.
- 1889년 4월 1일 - 쓰쿠바군 가토촌, 가미코메촌, 시모코메촌, 나루세촌, 미야도촌, 니시마루야마촌, 히가시나라도촌, 니시나라도촌, 후루카와촌이 합병해 쓰쿠바군 가시마촌으로 개칭되었다. 또한, 촌사무소는 후루카와에 설치되었다. (후에 가토로 이전)
- 1938년 4월 17일 - 나가사키촌과 편입해 야하라촌이 되었다.